# The Unraveling
The Unraveling är hardcorebandet Rise Againsts debutalbum samt första produktion under ett skivbolag. Albumet släpptes den 24 april 2000 under skivbolaget Fat Wreck Chords och återutgavs 2005 av samma bolag, trots att bandet då hade flyttat till Geffen Records.

## Låtlista
De två sista spåren är bonusspår som inte finns på originalversionen utan enbart på den nysläppta (2005).
1. "Alive and Well" - 2:06
2. "My Life Inside Your Heart" - 3:02
3. "Great Awakening" - 1:35
4. "Six Ways 'Til Sunday" - 2:36
5. "401 Kill" - 3:19
6. "The Art of Losing" - 1:50
7. "Remains of Summer Memories" - 1:17
8. "The Unraveling" - 3:12
9. "Reception Fades" - 2:10
10. "Stained Glass and Marble" - 1:36
11. "Everchanging" - 3:47
12. "Sometimes Selling Out is Giving Up" - 1:09
13. "3 Day Weekend" - 1:03
14. "1000 Good Intentions" - 3:07
15. "Weight of Time" - 2:00
16. "Faint Resemblance" - 2:51
17. "Join the Ranks" - 1:26
18. "Gethsemane" - 2:30

## Musiker
- Tim McIlrath -sång
- Joe Principe - bas
- Brandon Barnes - trummor
- Dan Precision (Mr. Precision) - gitarr